# Burmoniscus togianensis
Burmoniscus togianensis är en kräftdjursart som beskrevs av Taiti, Ferrara och Kae Kyoung Kwon 1992. Burmoniscus togianensis ingår i släktet Burmoniscus och familjen Philosciidae. Inga underarter finns listade i Catalogue of Life.